# Comté de Fairfield (Connecticut)
Pour les articles homonymes, voir Comté de Fairfield.

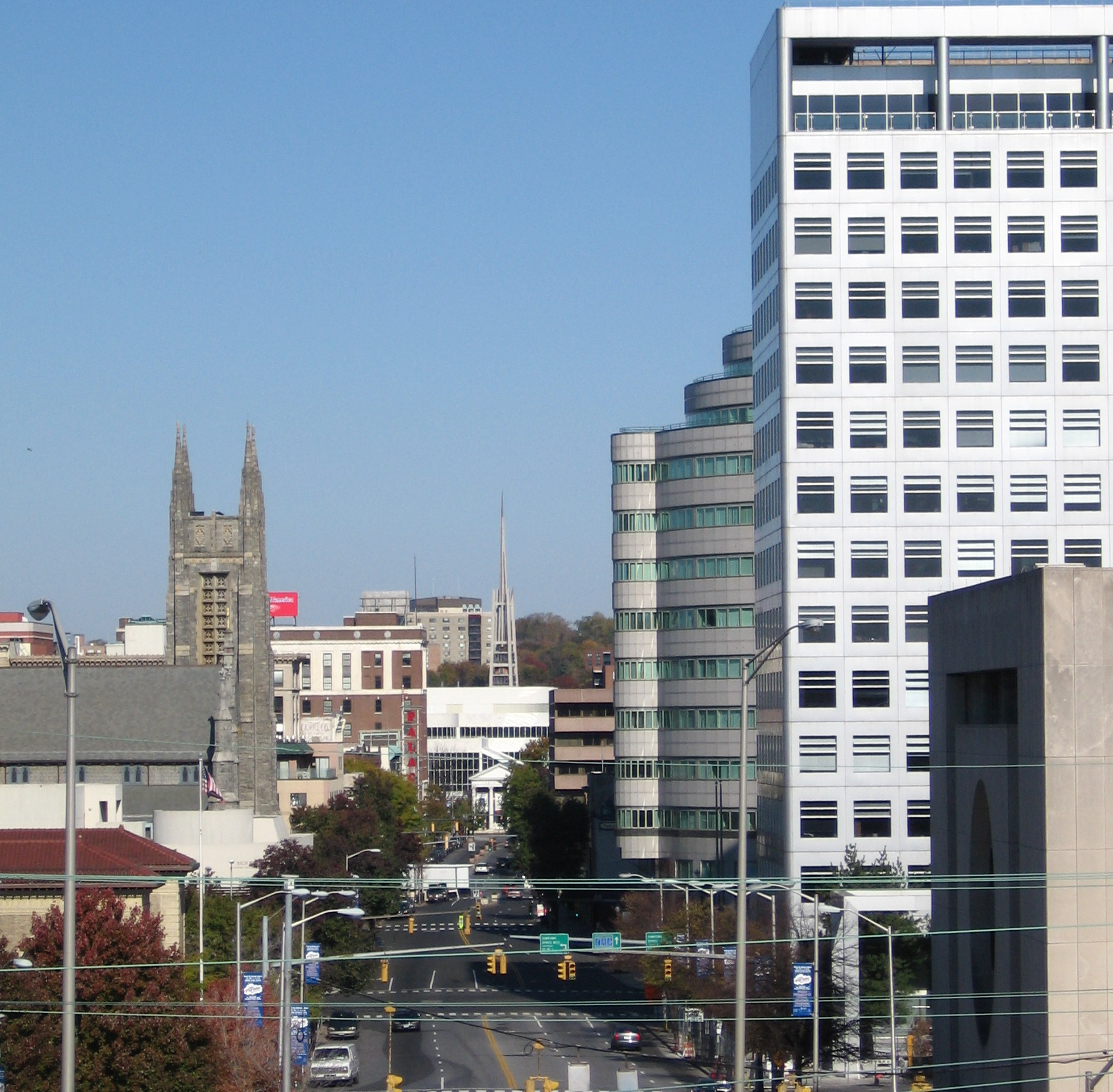
Centre-ville de Stamford

Le comté de Fairfield est l'un des huit comtés de l'État du Connecticut aux États-Unis, celui qui se trouve le plus au sud-ouest. Situé dans la zone métropolitaine de New York, il est assez densément peuplé : environ 591 personnes au kilomètre carré, soit 957 419 habitants en 2020. Le comté de Fairfield est un des plus riches des États-Unis. Il abrite des communautés opulentes, notamment sur les bords du Long Island Sound. Cette partie de l'État est surnommée «La Côte d'Or» (The Gold Coast). On y trouve notamment la ville de Greenwich, célèbre pour ses nombreux hedge fund. D'autres localités sont en revanche moins prospères, c'est le cas du centre de Bridgeport, la ville la plus peuplée du comté, et d'ailleurs de tout le Connecticut.
Comme les autres comtés du Connecticut, il n'y a pas de gouvernement du comté ; ce sont les villes individuelles qui sont responsables de la police, du régiment de sapeurs-pompiers, des écoles, etc.

## Géographie
Selon le Bureau du recensement des États-Unis, la superficie du comté est 2 168 km2, dont 1 621 km2 de terres et 547 km2 de plans d'eau (soit 25,23 %).

## Comtés adjacents
| Comté de Dutchess               | Comté de Litchfield |                    |
| Comté de Putnam (New York)      | comté de Fairfield  | Comté de New Haven |
| Comté de Westchester (New York) | Long Island Sound   |                    |

### Les villes du comté
- Bethel
- Bridgeport
- Brookfield
- Danbury
- Darien
- Easton
- Fairfield
- Greenwich
- Monroe
- New Canaan
- New Fairfield
- Newtown
- Norwalk
- Redding
  - Georgetown (un village de Redding)
- Ridgefield
- Shelton
- Sherman
- Stamford
- Stratford
- Trumbull
- Weston
- Westport
- Wilton

## Politique
Banlieue aisée de New York, le comté de Fairfield était autrefois un bastion républicain. Il tend désormais vers le Parti démocrate.
| Année | Républicain    | Démocrate      |
| ----- | -------------- | -------------- |
| 2008  | 40,5 % 167 736 | 58,7 % 242 936 |
| 2004  | 47,3 % 189 605 | 51,4 % 205 902 |
| 2000  | 43,1 % 159 659 | 52,3 % 193 769 |
| 1996  | 41,4 % 144 632 | 48,9 % 172 337 |
| 1992  | 42,8 % 175 158 | 39,1 % 160 202 |
| 1988  | 59,0 % 221 316 | 39,9 % 149 630 |
| 1984  | 65,8 % 257 319 | 33,8 % 132 253 |
| 1980  | 54,9 % 201 997 | 33,7 % 124 074 |
| 1976  | 58,1 % 209 458 | 41,2 % 148 353 |
| 1972  | 64,0 % 233 188 | 34,3 % 125 128 |
| 1968  | 51,8 % 173 108 | 41,7 % 139 364 |
| 1964  | 39,2 % 125 576 | 60,8 % 194 782 |
| 1960  | 53,4 % 167 778 | 46,6 % 146 442 |

## Démographie
| Groupe                           | Comté de Fairfield | Connecticut | États-Unis |
| -------------------------------- | ------------------ | ----------- | ---------- |
| Blancs                           | 74,8               | 77,6        | 72,4       |
| Afro-Américains                  | 10,8               | 10,1        | 12,6       |
| Autres                           | 6,8                | 5,6         | 6,4        |
| Asiatiques                       | 4,6                | 3,8         | 4,8        |
| Métis                            | 2,6                | 2,6         | 2,9        |
| Amérindiens                      | 0,3                | 0,3         | 0,9        |
| Total                            | 100                | 100         | 100        |
|                                  |                    |             |            |
| Hispaniques et Latino-Américains | 16,9               | 13,4        | 17,4       |

Selon l'American Community Survey, pour la période 2011-2015, 70,98 % de la population âgée de plus de 5 ans déclare parler anglais à la maison, alors que 15,29 % déclare parler l'espagnol, 2,12 % le portugais, 1,27 % un créole français, 1,15 % l'italien, 1,0 % une langue chinoise, 0,81 % le polonais, 0,81 % français, 0,55 % le grec, 0,55 % l'hindi et 5,47 % une autre langue.
Selon l'American Community Survey, pour la période 2011-2015, 9,0 % de la population vit sous le seuil de pauvreté (15,5 % au niveau national). Ce taux cache des inégalités, 19,1 % des Afro-Américains et 19,4 % des Latinos et hispaniques vivant sous ce seuil contre seulement 4,5 % des Blancs non hispaniques.

## Religion
Le diocèse catholique de Bridgeport recoupe les limites du comté. Son siège est la cathédrale Saint-Augustin de Bridgeport.
| 1790   | 1800   | 1810   | 1820   | 1830   | 1840   |
| ------ | ------ | ------ | ------ | ------ | ------ |
| 36 290 | 38 208 | 41 050 | 42 739 | 47 010 | 49 917 |

| 1850   | 1860   | 1870   | 1880    | 1890    | 1900    |
| ------ | ------ | ------ | ------- | ------- | ------- |
| 59 775 | 77 476 | 95 276 | 112 042 | 150 081 | 184 203 |

| 1910    | 1920    | 1930    | 1940    | 1950    | 1960    |
| ------- | ------- | ------- | ------- | ------- | ------- |
| 245 322 | 320 936 | 386 702 | 418 384 | 504 342 | 653 589 |

| 1970    | 1980    | 1990    | 2000    | 2010    | - |
| ------- | ------- | ------- | ------- | ------- | - |
| 792 814 | 807 143 | 827 645 | 882 567 | 916 829 | - |